# Fausto (cantautor)
Luis Javier Piedrahita Gaviria (La Ceja; 25 de abril de 1950), más conocido como Fausto, es un cantautor colombiano.

## Biografía
Nació en La Ceja, Antioquia. Se ha destacado como intérprete y compositor de temas andinos, bambucos baladas y boleros. Su primer éxito, Beber, ¡para qué! fue el inicio de una exitosa carrera musical.
Luego de otra serie de nuevos temas de gran aceptación en la década de 1970 y 1980 como Agua caliente, Los abedules y Susana, produce su Soñando con el abuelo, en 1989, tema que ha alcanzado notable éxito. A Fausto le correspondió vivir una época violenta y pérdida de valores en Colombia, en particular en su tierra natal Antioquia. Soñando con el abuelo es un poema que habla de todo ello.
Se hizo Abogado de la Universidad de Envigado, de quien su Himno se hace con su voz.